# VLAN
VLAN (engleska skraćenica od Virtual Local Area Network, Virtual LAN) izvedba je lokalne mreže u kojemu se logička podjela na domene prostiranja (eng. broadcast domain) ostvaruje neovisno o fizičkoj povezanosti mrežnih uređaja na mrežne preklopnike. Standard koji opisuje virtualne LAN-ove je IEEE 802.1Q.

VLAN-ovi rade stavljanjem oznaka (engl. tag) na mrežne okvire na OSI sloju dva. VLAN pri tome koristi tehniku ugniježđivanja (enkapsulacije) Ethernet okvira na OSI sloju dva (OSI 2), dodajući 802.1Q zaglavlje na mrežni okvir (kolokvijalno nazivan mrežni paket). Unutar tog 802.1Q zaglavlja nalazi se pripadnost točno određenoj VLAN mreži (uz još neke dodatne mogućnosti). Naime 802.1Q dodaje 32-bitno polje (zaglavlje) između izvorišne MAC adrese i EtherType polja originalnog mrežnog (Ethernet ) okvira. Dio 802.1Q zaglavlja koji se odnosi na VLAN mreže (polje VLAN identifier (VID)) je veličine 12 bitova, pa je prema tome moguće definirati maksimalno 4096 VLAN mreža.
Uređaji (oprema ili računala) svjesna VLAN mreža kasnijim rukovanjem tim oznakama; stvara izgled i funkcionalnost mrežnog prometa koji je fizički na jednoj mreži, ali djeluje kao da je podijeljen između zasebnih mreža. Na ovaj način, VLAN-ovi mogu držati mrežne uređaje i aplikacije odvojenima unatoč tome što su povezani na istu fizičku mrežu i bez potrebe za postavljanjem višestrukog skupa kabliranja ili dodatnih mrežnih uređaja.
Protokol koji se danas najčešće koristi za podršku VLAN-ovima je IEEE 802.1Q. Radna skupina IEEE 802.1 definirala je ovu metodu multipleksiranja VLAN-ova u nastojanju da pruži podršku za VLAN mreže između različitih dobavljača uređaja ili opreme (ili operativnih sustava).

Pogledajmo standardni Ethernet mrežni okvir:
|                                                  |  | 0x0800 |
| Ukupno minimalno 64 bajta, maksimalno 1500 bajta |  |        |

A sada pogledajmo Ethernet mrežni okvir s 802.1Q zaglavljem:
|                                                  |         | TPID=0x8100, PCP, DEI, VLAN ID (VID) | 0x8100  |                                              |         |
| 6 bajta                                          | 6 bajta | 4 Bajta                              | 2 bajta | Ukupno minimalno 46, a maksimalno 1500 bajta | 4 bajta |
| Ukupno minimalno 68 bajta, maksimalno 1522 bajta |         |                                      |         |                                              |         |

Dakle najveći Ethernet mrežni okvir s ugniježđenim 802.1Q protokolom je veličine 1522 bajta.

### QinQ (IEEE 802.1ad)
IEEE 802.1ad je Ethernet mrežni standard koji je praktično dodatak IEEE standardu IEEE 802.1Q-1998 i uključen je u osnovni 802.1Q standard 2011.godine.
Tehnika određena ovim standardom poznata je kao premošćivanje pružatelja usluga i složeni (stacked) VLAN-ovi, odnosno neformalno kao QinQ.
Naime izvorna 802.1Q specifikacija dopušta da se u Ethernet okvir umetne jedno 802.1Q zaglavlje (za virtualne lokalne mreže (VLAN) . 
Dok QinQ (802.1ad) omogućuje umetanje dodatne VLAN oznake u jedan Ethernet okvir, što je važna mogućnost za implementaciju Metro Etherneta (mreža koje koriste pružatelji internetskih usluga).
S obzirom da pomoću 'QinQ' sada imamo dvostruke VLAN oznake, praktično imamo 2x12 bitova za VLAN mreže, pa je pomoću 'QinQ' moguće imati 16.777.216 VLAN mreža.

I konačno pogledajmo Ethernet mrežni okvir s 802.1Q i QinQ (802.1ad) zaglavljima:
| Preambula | Odredišna MAC                                    | Izvorišna MAC | 802.1Q zaglavlje (802.1ad dio)       | 802.1Q zaglavlje                     | EtherType | Payload (Podaci+TCP/UDP+IP zaglavlja)        | CRC/FCS | IFG |
| --------- | ------------------------------------------------ | ------------- | ------------------------------------ | ------------------------------------ | --------- | -------------------------------------------- | ------- | --- |
| Preambula |                                                  |               | TPID=0x88A8, PCP, DEI, VLAN ID (VID) | TPID=0x8100, PCP, DEI, VLAN ID (VID) | 0x8100    |                                              | CRC/FCS | IFG |
| Preambula | 6 bajta                                          | 6 bajta       | 4 bajta                              | 4 bajta                              | 2 bajta   | Ukupno minimalno 46, a maksimalno 1500 bajta | 4 bajta | IFG |
|           | Ukupno minimalno 72 bajta, maksimalno 1526 bajta |               |                                      |                                      |           |                                              |         |     |

Najveći Ethernet mrežni okvir s ugniježđenim 802.1Q i QinQ protokolima je veličine 1526 bajta.